# Alfred Ordway
Pour les articles homonymes, voir Ordway (homonymie).
Alfred Ordway, né le 9 mars 1821 dans le quartier de Roxbury à Boston dans l'état du Massachusetts et décédé le 17 novembre 1897 à Melrose dans le même état, est un peintre américain, spécialisé dans la réalisation de portrait et la peinture de paysage. Il est connu pour être l'un des membres fondateurs du Boston Art Club (en) et pour ces paysages des régions du Massachusetts, du New Hampshire et du Vermont.

## Biographie
Alfred Ordway naît dans le quartier de Roxbury à Boston dans l'état du Massachusetts en 1821. Il grandit dans la ville de Lowell dans la même région et commence à étudier la peinture dans cette ville auprès d'artisans spécialisé dans la réalisation d'enseignes, avant de suivre les cours du peintre portraitiste George Peter Alexander Healy à Boston.
En 1845, il ouvre son studio dans la Tremont Row (en) dans le centre de Boston et se spécialise dans la peinture de portraits. Il visite en compagnie des peintres Benjamin Champney (en), Sanford Robinson Gifford et Richard William Hubbard les montagnes blanches du New Hampshire et il cofonde avec Champney, Samuel Lancaster Gerry (en) et Walter Brackett le Boston Art Club (en), dont la naissance officielle est actée l'année suivante. L'une de ces premières grandes commandes est la réalisation d'une série complète sur les présidents américains pour le Lowell Museum (en), série qui sera détruite dans l'incendie du musée en 1856. 
Avec le Boston Art Club, il organise en 1855 une exposition au sein du Boston Athenæum, pour ce qui sera également sa première exposition. En 1856, il devient directeur des expositions de la bibliothèque, et ce pendant huit années, en profitant alors pour monter chaque année une exposition de ces toiles. Après son départ de la direction de l'Athenæum, il expose ses œuvres à New York au sein de l'académie américaine des beaux-arts et de la Brooklyn Art Association.
En 1890, l'âge avançant, il passe ces étés à North Conway, un petit village de la ville de Conway dans le New Hampshire. Il décède à Melrose dans l'état du Massachusetts, en 1897. Un après son décès, ses œuvres sont exposés à l'Art Institute of Chicago.
Ces œuvres sont notamment visibles ou conservées au musée des Beaux-Arts de Boston.

## Œuvres

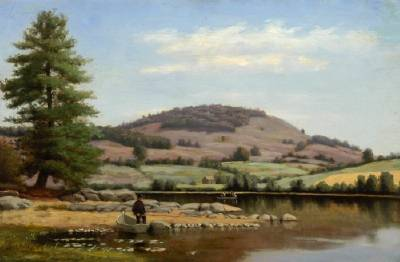
English: Fishing on Fairlee Pond, Mount Mansfield, Vermont, vers 1870
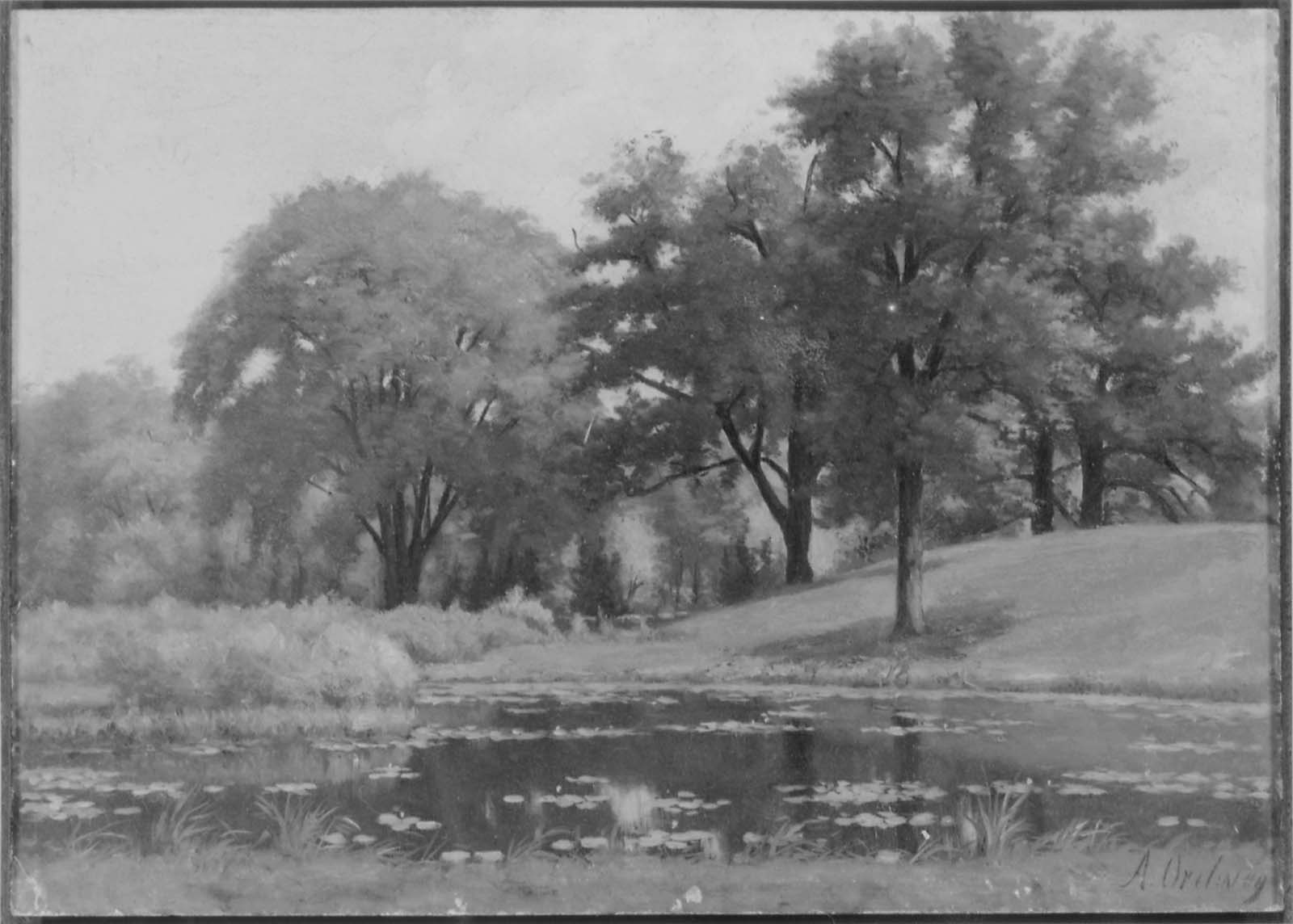
Landscape, vers 1868, musée des Beaux-Arts de Boston
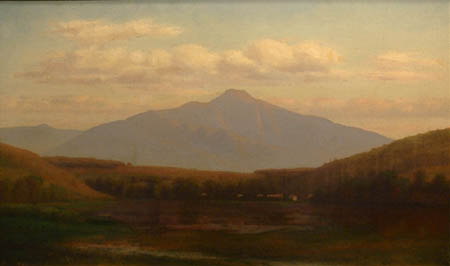
English: Mt. Mansfield, Vermont, 1870